# Internationalt farvand
Internationalt farvand eller åbent hav er områder hvor en af følgende vandmasser (eller deres afvandingsområder) går på tværs af internationale grænser: have, store marine økosystemer, lukkede eller semilukkede regionale have og flodmundinger, floder, søer, grundvandssystemer (akvifier) og vådområder. Internationalt farvand hører ikke under en bestemt stats jurisdiktion (et princip kendt som Mare liberum, "havets frihed",). Stater har ret til at fiske, navigere, overflyve, nedlægge kabler og rørledninger, såvel som lave videnskabelig forskning i internationalt farvand.